# 1624 Rabe
1624 Rabe eller 1931 TT1 är en asteroid i huvudbältet, som upptäcktes 9 oktober 1931 av den tyske astronomen Karl Wilhelm Reinmuth i Heidelberg. Den har fått sitt namn efter Eugene Rabe.
Asteroiden har en diameter på ungefär 26 kilometer och den tillhör asteroidgruppen Themis.